# ضريح أرتحششتا الأول
ضريح أرتحششتا الأول (بالفارسية: آرامگاه اردشیر یکم) ضريح تاريخي يعود إلى أخمينيون، ويقع في مرودشت. يضم قبر أرتحششتا الأول.